# Puncak Jaya
A Puncak Jaya (indonéz kiejtéssel puncsák dzsájá, egyéb neve Carstensz Pyramid)  Ausztrália és Óceánia legmagasabb hegye Indonéziában, Új-Guinea szigetén, a legmagasabb, szigeten található hegy. Legmagasabb pontja 4884 m t.f.m. A Maoke-hegység Sudirman vonulatában, a Lorentz Nemzeti Park területén helyezkedik el. 1623-ban fedezte fel Jan Carstenszoon, holland felfedező.

## Fordítás
- Ez a szócikk részben vagy egészben  a   Puncak Jaya című angol Wikipédia-szócikk ezen változatának fordításán alapul.  Az eredeti cikk szerkesztőit annak laptörténete sorolja fel. Ez a jelzés csupán a megfogalmazás eredetét és a szerzői jogokat jelzi, nem szolgál a cikkben szereplő információk forrásmegjelöléseként.